# Alexander Qazbeghi
Alexander Qazbeghi (georgià: ალექსანდრე ყაზბეგი) fou un escriptor georgià del segle xix, nascut a Stepantsminda el 1848 i mort a Tbilisi el 1893.

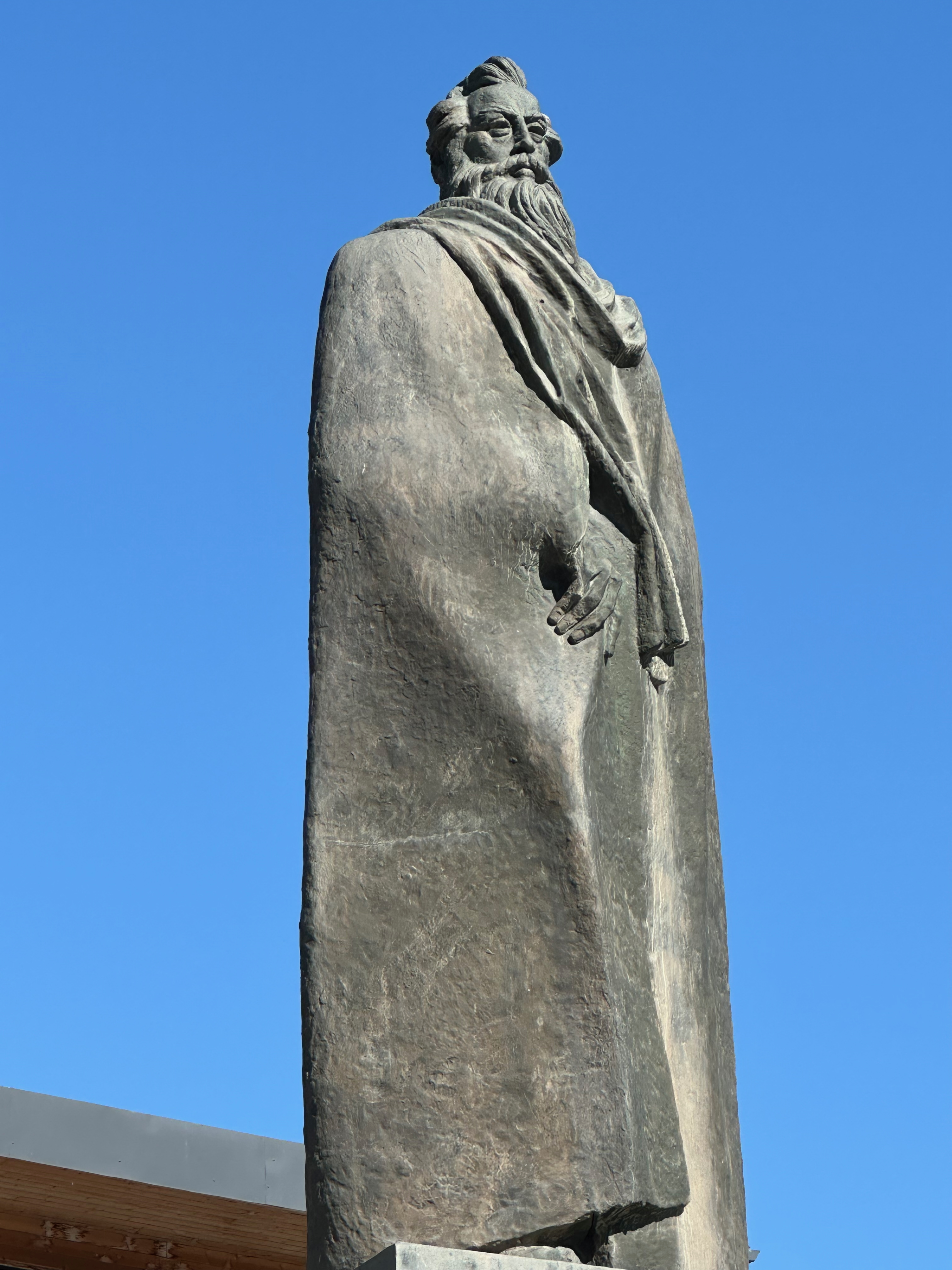
Estàtua d'Alexander Qazbeghi a Stepantsminda

Les seves històries èpiques Khevisberi Gocha, Elguja i El parricida (1883) mostren la lluita per la independència i l'amor a llibertat del seu poble i descriuen l'ànima dels herois nacionals georgians. Va popularitzar el mític bandit Koba, semblant a Robin Hood, que defensava i venjava els pobres. El personatge inspirà el primer pseudònim de Stalin. El parricida (georgià: მამის მკვლელი) fou l'última novel·la històrica de l'escriptor.